# Лососёвые

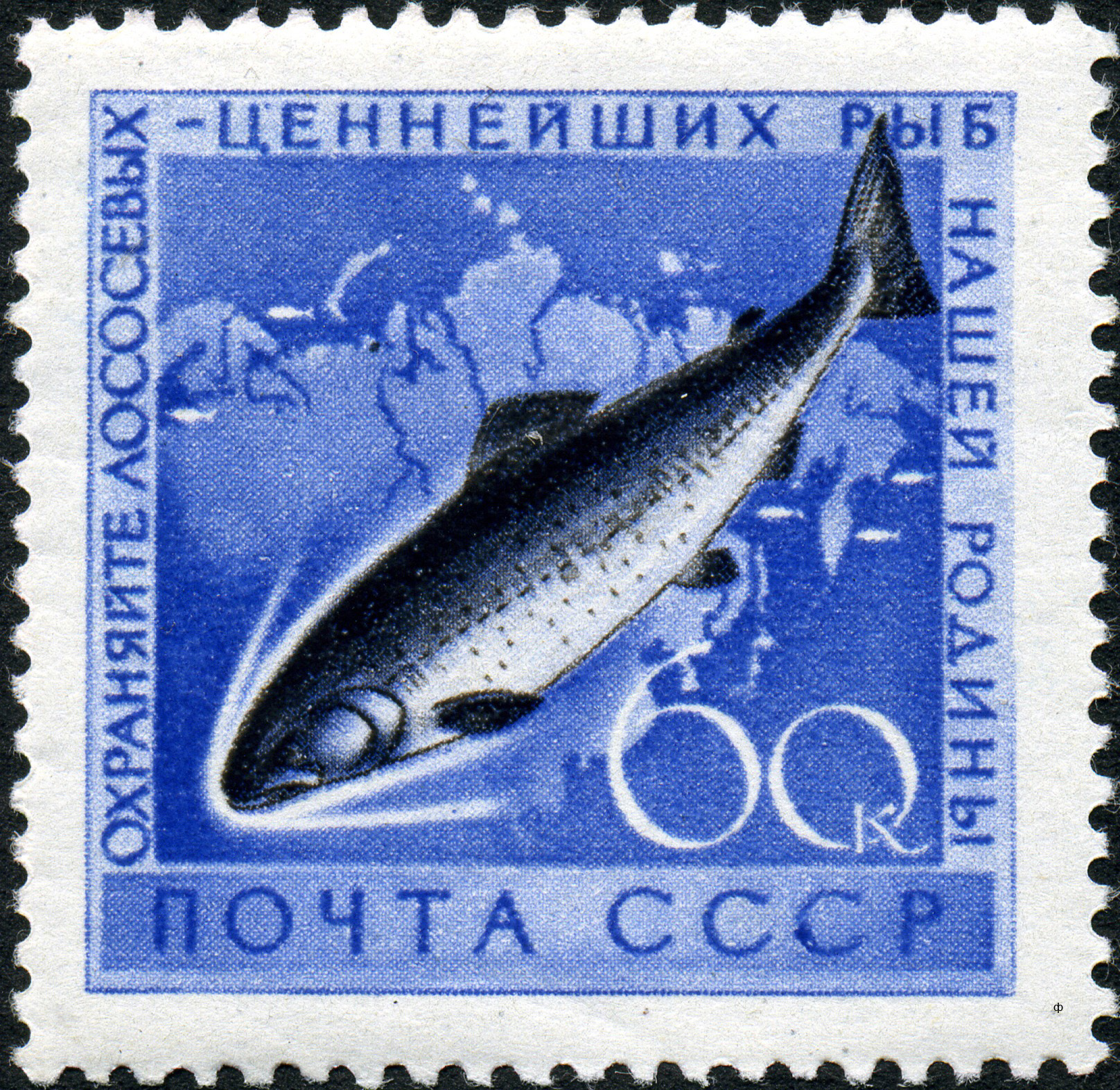
Почтовая марка СССР, 1959 год

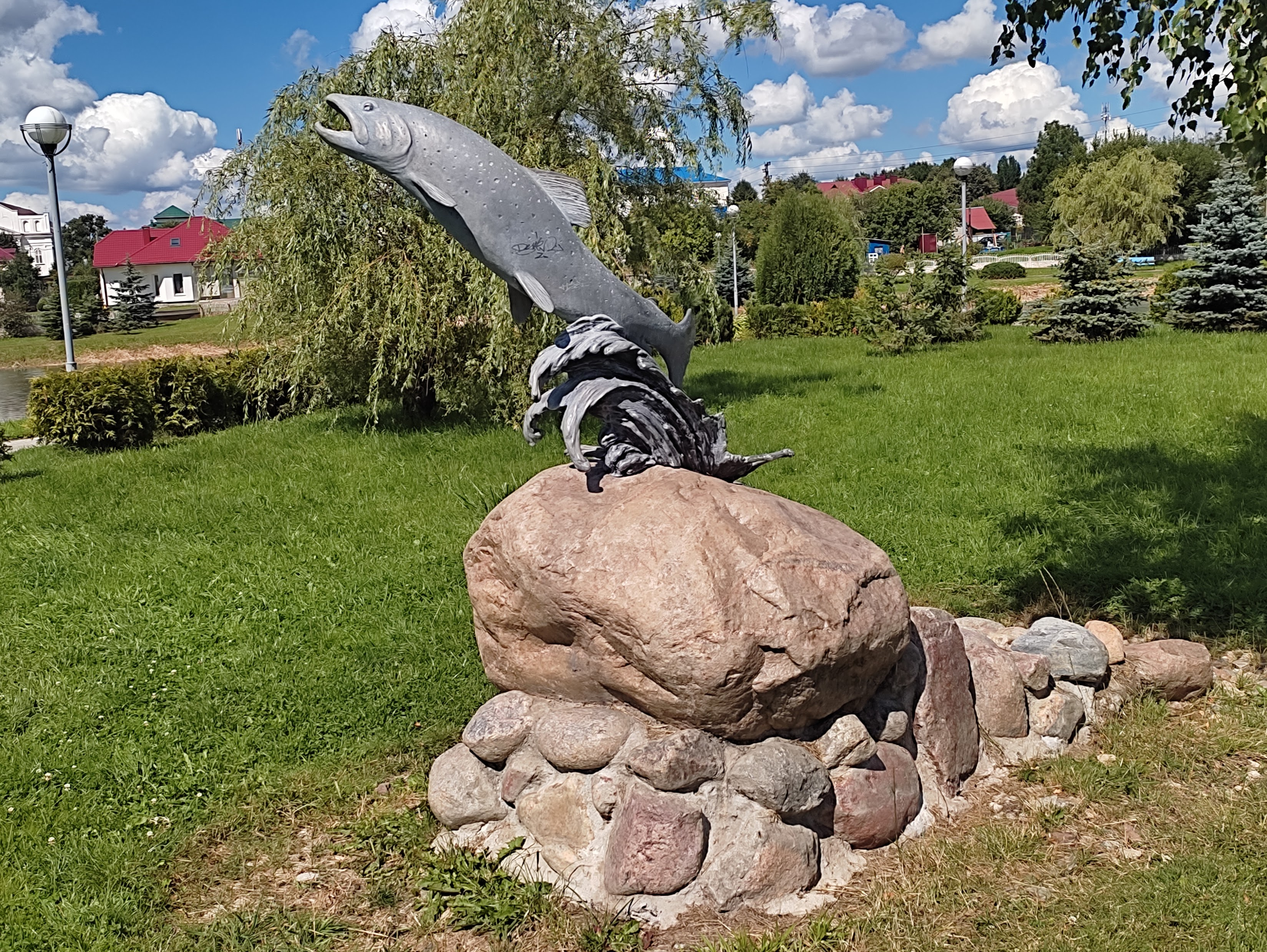
Скульптура в городе Островец, Белоруссия

Лососёвые (лат. Salmonidae) — семейство лучепёрых рыб из отряда лососеобразных (Salmoniformes).
В составе семейства представлены как анадромные, так и пресноводные виды рыб. Наиболее известные представители: сёмга, горбуша, кета, нельма, нерка, кижуч, чавыча, кумжа, сиг, омуль, голец, хариус, таймень, ленок. Хорошо известные собирательные названия нескольких разных видов — лосось и форель.
Лососёвые обитают в Атлантическом и Тихом океанах, а также в пресных водах Северного полушария, в средних и северных широтах. Крупнейшие естественные нерестилища лососёвых расположены на Камчатке, Сахалине и Курилах.
Большинство лососёвых являются ценными промысловыми рыбами. Активная добыча лососёвых ведется не только ради ценного красного мяса, но и ради красной икры.
Объект культивирования и искусственного разведения — сёмга, тихоокеанские лососи, различные виды форелей.

## Происхождение
Лососеобразные рыбы известны с мелового периода (147—64 млн лет назад) мезозойской эры.

## Описание
Длина тела — от нескольких сантиметров (сиговые) до 2 метров. Вес — до 70 кг (сёмга, чавыча, таймени). Срок жизни — несколько лет, у некоторых видов средняя продолжительность жизни достигает 15 лет. Рекордсменами и по размерам и по продолжительности жизни (свыше 50 лет) являются таймени — сообщалось о рыбе весом 105 кг длиной 250 см.
По своему строению лососеобразные близки к отряду сельдеобразных. Более того, семейство лососёвых ранее относили к отряду сельдеобразных, и лишь относительно недавно был выделен самостоятельный отряд — лососеобразных.
Тело длинное, сжатое с боков, покрыто круглой или имеющей гребенчатый край легко опадающей циклоидной чешуёй. Брюшные плавники многолучевые (более 6 лучей), расположены в средней части брюха, грудные — низко-сидящие, в плавниках нет колючих лучей. Спинных плавников два — настоящий и следующий позади него, расположенный напротив анального плавника, маленький жировой плавничок, который является одним из характерных признаков лососеобразных. В спинном плавнике от 10 до 16 (у лососёвых) или от 17 до 24 (у хариусовых) лучей. Жировой плавник лучей не имеет.
Плавательный пузырь обычно соединяется каналом с пищеводом. Рот окаймлён сверху двумя парами костей — предчелюстными и верхнечелюстными. У самок яйцеводы зачаточные или вообще отсутствуют, так что созревающая икра выпадает из яичника в полость тела. Кишечник имеет многочисленные пилорические придатки. У большинства глаза снабжены прозрачными веками.
У многих лососеобразных скелет не полностью окостеневает: черепная коробка в значительной мере состоит из хряща, боковые отростки не приращены к телам позвонков.
Размножаются только в пресных водах — некоторые виды постоянно живут в пресных озёрах, но большинство поднимается на нерест из океана или озёр в реки и ручьи (проходные рыбы). При этом обычно возвращаются в те же места, где сами появились на свет. Во время нереста лососи сильно изменяются в форме и в окраске (брачный наряд). На свободе и при искусственном оплодотворении легко дают помеси, легко акклиматизируются (например, некоторые формы форелей в Австралии).
Лососёвые — рыбы, легко изменяющие образ жизни, внешний вид, окраску в зависимости от внешних условий.
Мясо всех лососёвых превосходно на вкус, и большинство из них стали объектами промысла и рыборазведения. Лососёвые — одни из важнейших промысловых рыб мира, дающие уловы 0,5—1 млн т в год — около 3 % всего улова морских рыб (данные 60—70-х гг.). В 2005 году только в Норвегии было выловлено 1 млн тонн искусственно выращенного лосося.

## Жизненный цикл и образ жизни

### Нерест
Все лососёвые нерестятся в пресной проточной воде — в реках и ручьях. Это вполне закономерно, поскольку предки лососеобразных были пресноводными и лишь некоторые виды эволюционировали в проходных (анадромных) рыб — благородные (атлантические) лососи и тихоокеанские (дальневосточные) лососи. Проходные формы лососёвых бо́льшую часть жизни проводят в морских водах, нагуливая вес, и, когда наступит срок (как правило, через 2—5 лет), возвращаются для нереста в реки, в те же самые места, где родились сами.
Практически все проходные лососи нерестятся один раз в жизни и после нереста погибают. Особенно это характерно для тихоокеанских лососей (кета, горбуша, нерка и др.). В отличие от них, среди атлантических лососей (сёмга) гибнут не все особи, некоторые размножаются до 4-х раз (единственный зафиксированный рекорд — 5 раз), хотя это в большей мере исключение, чем правило.
Перед нерестом организм проходных лососёвых претерпевает существенные метаморфозы — радикально меняется внешний вид, происходят внутренние изменения — тело теряет серебристую окраску, приобретая яркие тона, появляются красные и чёрные пятна, оно становится более высоким, у самцов часто появляется горб (отсюда название одного из видов — горбуша). Челюсти лососей становятся крючкообразными (верхняя челюсть изгибается вниз, нижняя — вверх), зубы — более крупными. Одновременно происходит дегенерация желудка, кишечника и печени, мясо становится менее упругим и жирным и, соответственно, менее ценным.

## Классификация
Семейство делится на три подсемейства: лососёвые (7 родов), сиговые (3 рода) и хариусовые (1 род).

### Подсемейство Лососёвые
К подсемейству Лососёвые (Salmoninae) относятся рыбы крупной или средней величины, с мелкой чешуёй, большой пастью с хорошо развитыми зубами. Питание у лососёвых хищное или смешанное.

### Подсемейство Сиговые

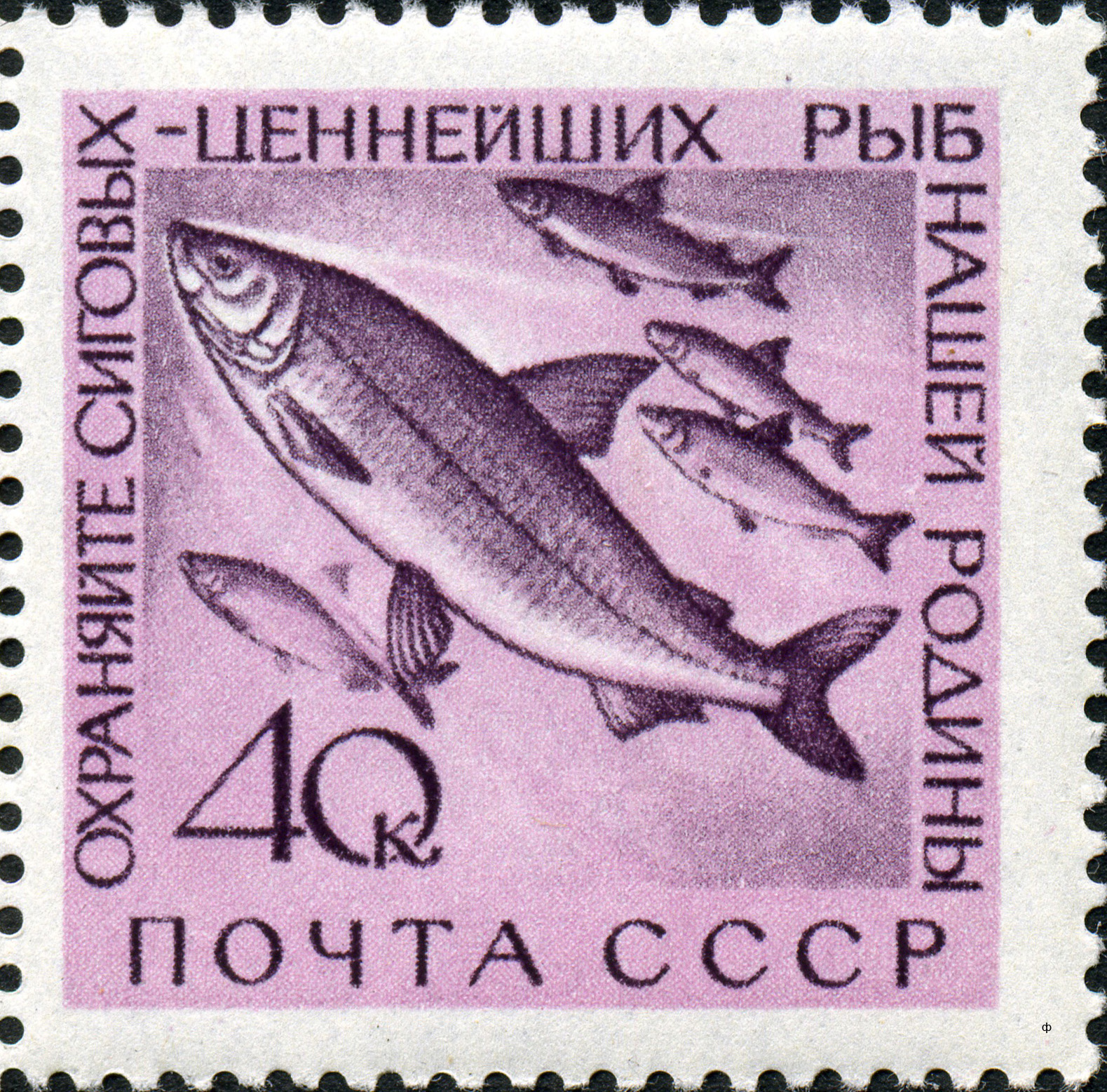
Почтовая марка СССР, 1960 год

От лососёвых Сиги (Coregoninae) отличаются деталями строения черепа, у большинства из них относительно маленький рот и более крупная чешуя, чем у лососёвых.

### Подсемейство Хариусовые
Хариусовые очень близки к подсемейству лососёвых. От лососей хариусы отличаются очень длинным и высоким спинным плавником, содержащим от 17 до 24 лучей. У некоторых видов он принимает форму шлейфа и нередко очень ярко окрашен. В подсемействе хариусовых лишь один род Хариусы (лат. Thymallus). Все хариусы — пресноводные рыбы, обитающие в небольших быстрых речках и холодных озёрах Европы, Азии и Северной Америки.
В некоторых классификациях можно встретить выделение семейства в подотряд Лососевидных (что лучше отражает перевод латинских названий, которые не одноимённы для семейства и подсемейства — Salmonidae и Salmoninae). Подсемейства в этом случае получают статус семейств. Но такая классификация не является общепринятой.

## Ареал
Лососёвые — проходные и пресноводные рыбы северного полушария; они обитают в Европе, Северной Азии (на юг до верхнего течения р. Янцзы), в горных ручьях Северной Африки и в Северной Америке. В южном полушарии лососёвых, кроме акклиматизированных человеком, нет.

## Происхождение термина (этимология)
Лосось — от индоевропейского корня *lak' (*lax) — «крапить», «покрывать пятнышками», то есть название было определено внешним видом — чёрными пятнышками (крапинками) на боках. В старославянском *losos от индоевропейского *lak'-so-s. От того же индоевропейского корня происходит название лосося и в других индоевропейских языках: лит. lašišà, латыш. lasis, древнепрусское lasasso, древненемецкое lahs, нем. lachs, исл. lax, дат. laks, норв. laks, чеш. losos, словен. losos, пол. łosoś. Стоит заметить, что от того же корня происходят названия других рыб — например, «лакедра» от лат. lacerta — скумбрия.
Лох «лосось, самец сёмги во время икрометания» — восходит к прибалтийско-финскому источнику: ср. вепсское, карельское, ижорское, финское lohi, эстонское lõhi «атлантический лосось» (Salmo salar)’, водское lohi, lõhi «тоже».
Считается, что в русском языке слово «лосось» известно с 1500 года, изначально в форме женского рода — «две лососи», но в новгородских берестяных грамотах оно встречается уже в середине XIV века.
Во многих славянских языках значение «пёстрая рыба» унаследовала форель, но уже как калька — например, чеш. pstruh.
Salmo (лат.) — от лат. salio — «прыгаю». Само это слово (salmo) должно было восприниматься как «прыгун». Название происходит от поведения этих рыб во время нереста.
Salmon (англ.) — из старофранцузского «salmun», там соответственно от лат. salmo. Это слово заменило староанглийское lӕx, имеющее индоевропейские корни. Первое упоминание «salmon» в английском языке зафиксировано в 1205 году.

## Белая рыба
Рыбы семейства лососевые независимо от цвета мяса, но чаще те, мякоть которых белого цвета (сиги, нельма), в Сибири, на Дальнем Востоке и на севере Европейской части России называются белой рыбой.